# (74206) 1998 RY58
(74206) 1998 RY58 – planetoida z pasa głównego asteroid okrążająca Słońce w ciągu 4,61 lat w średniej odległości 2,77 j.a. Odkryta 14 września 1998 roku.